# Cenk Akyol
Cenk Akyol (* 16. April 1987 in Kadiköy, Istanbul) ist ein türkischer Basketballspieler. Momentan spielt er in der türkischen Basketballliga (TBL) für Galatasaray Medical Park.

## Nationalmannschaft
Im Jahre 2010 gewann Akyol bei der heimischen Basketball-Weltmeisterschaft die Silbermedaille.

## NBA
Beim NBA-Draft 2005 wurde Akyol an 59. Stelle von den Atlanta Hawks selektiert. Jedoch schaffte es Akyol nicht, sich einen Platz in der Mannschaft zu erspielen.